# Floc de neu

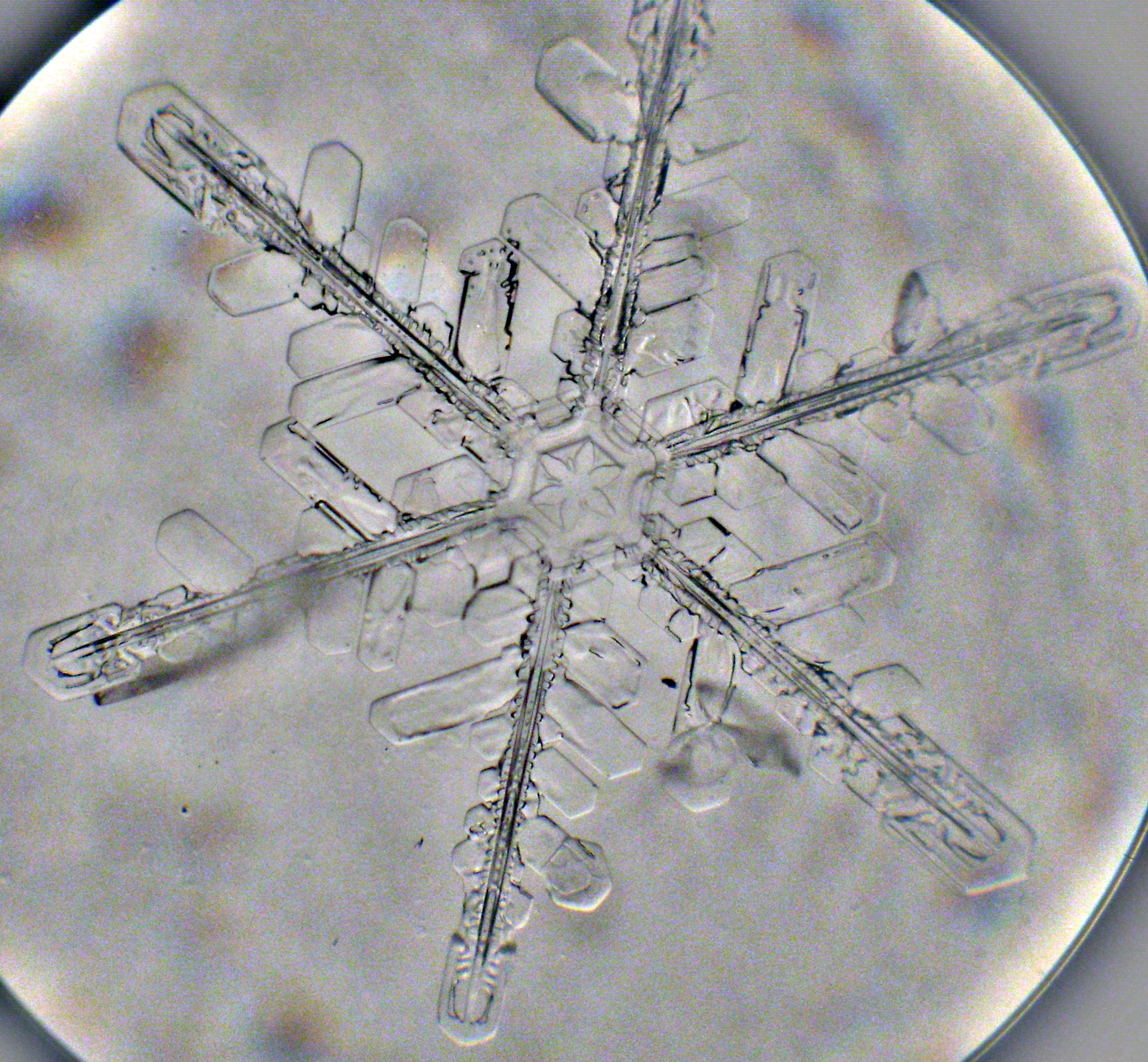
Imatge d'un cristall de gel de neu natural vist amb un microscopi òptic.

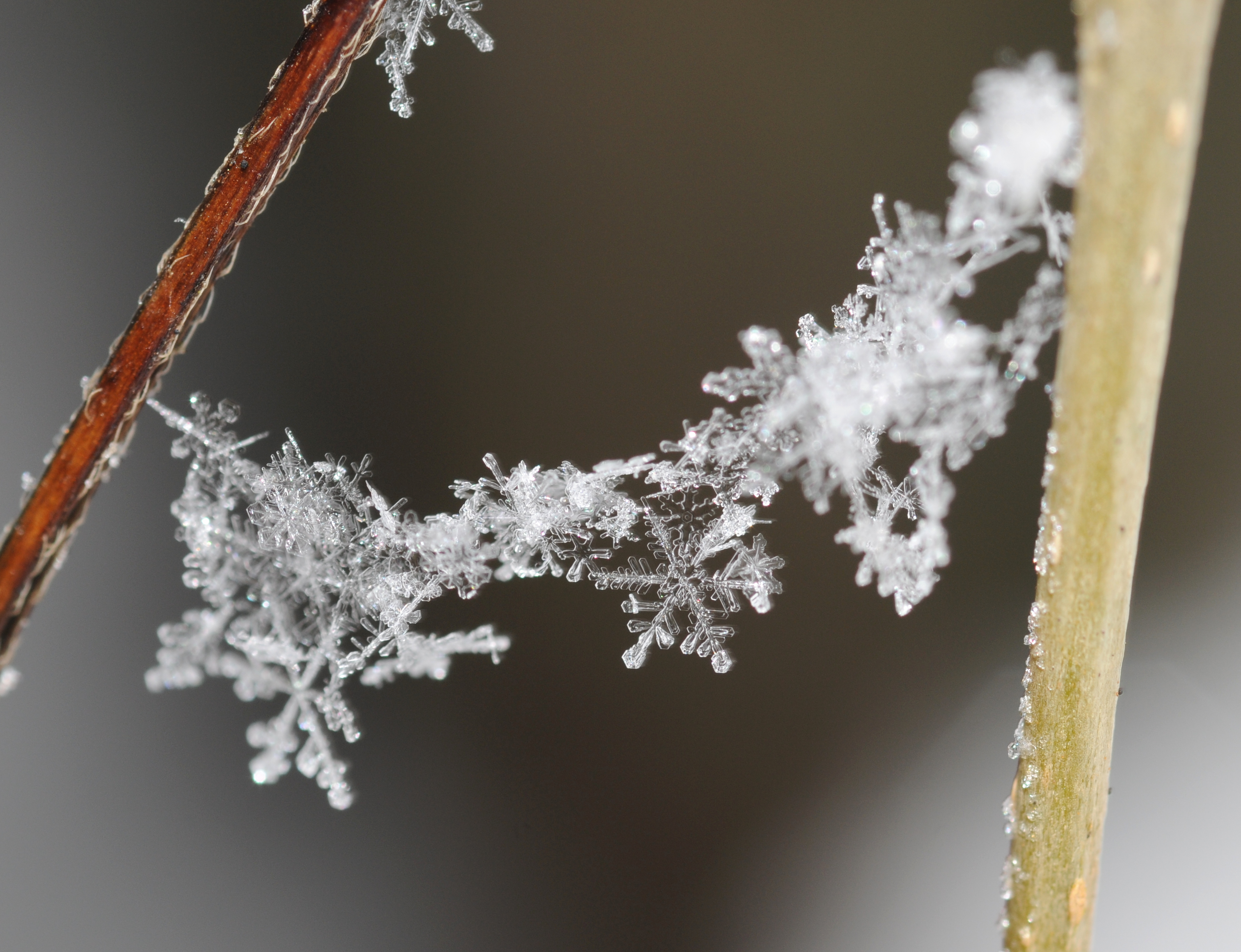
Flocs de neu acabats de caure.

Un floc de neu, borralló o volva si és molt lleu és una petita porció compacta de neu que cau del cel quan neva, i que està formada per cristalls de gel que s'han anat agregant a mesura que queien, augmentant de mida fins a arribar a un diàmetre d'entre un i quatre centímetres. Tot i així, els científics han arribat a la conclusió que també cauen flocs inusualment grans per tot el món, que mesurarien entre dos i sis polzades (uns cinc a quinze centímetres) de diàmetre, o fins i tot més.
Els flocs de neu apareixen en diverses varietats de mides i formes, segons els règims de temperatura i humitat que trobin a l'atmosfera. Les més simples són més comuns amb humitats relatives baixes, mentre que les més complexes es formen amb humitats elevades.
Els flocs individuals tenen una estructura gairebé única, tot i que no es coneixen encara les variables precises de la formació de les formes particulars. Aquests flocs difereixen en detall els uns dels altres, però es poden categoritzar en vuit classificacions àmplies i almenys 80 variants individuals, xifra que ha anat augmentant constantment al llarg dels anys. Les formes constituents principals dels cristalls de gel, a partir dels quals es poden produir combinacions, són l'agulla, la columna, la placa i la canya. La neu apareix de color blanc tot i estar feta de gel transparent; això es deu al reflex difús de tot l'espectre de la llum per les petites cares de cristall dels flocs de neu.

## Formació

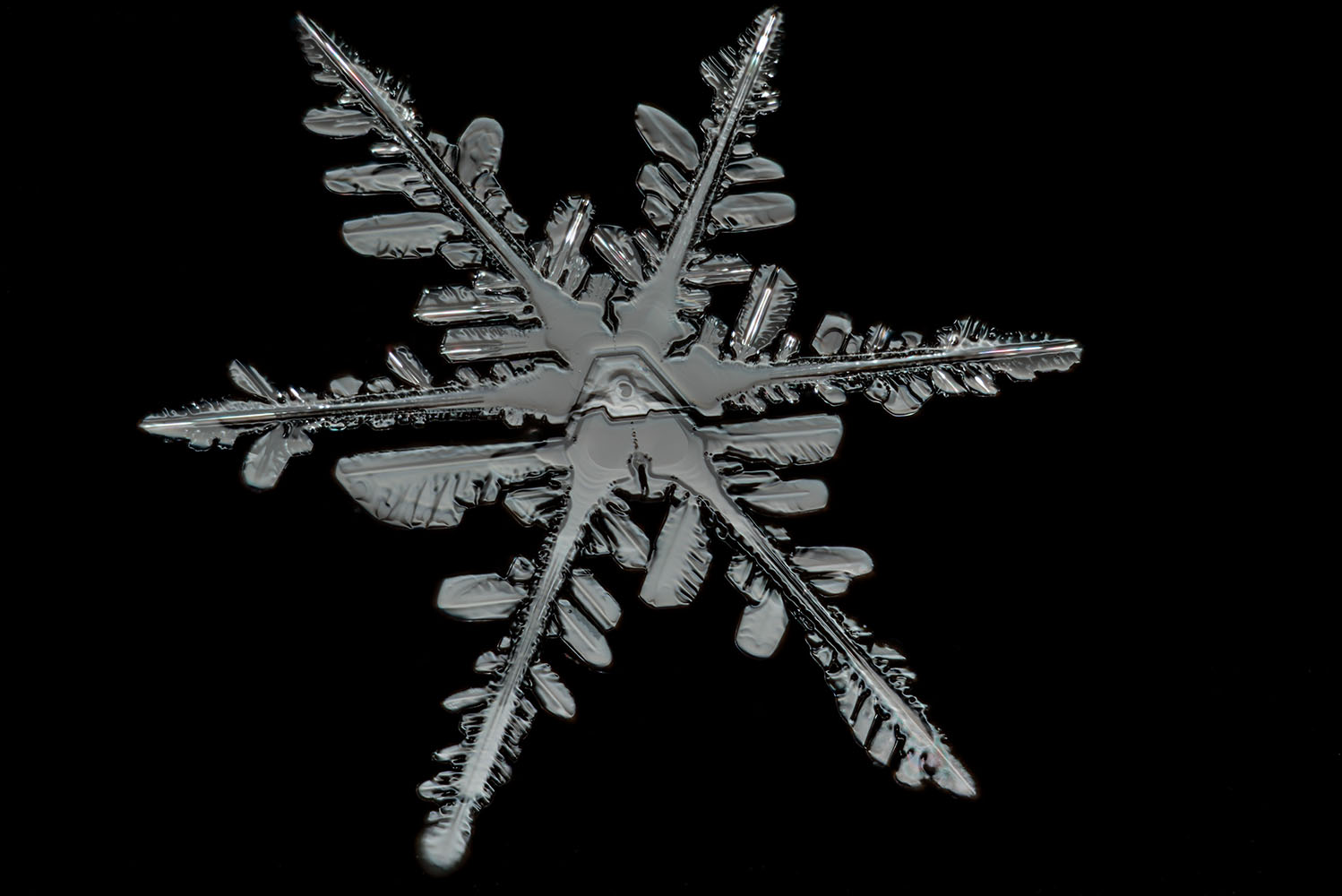
Els flocs de neu formats naturalment es diferencien els uns dels altres per la manera de produir-se. Les sis característiques branques estan relacionades amb l'estructura de cristall de gel.

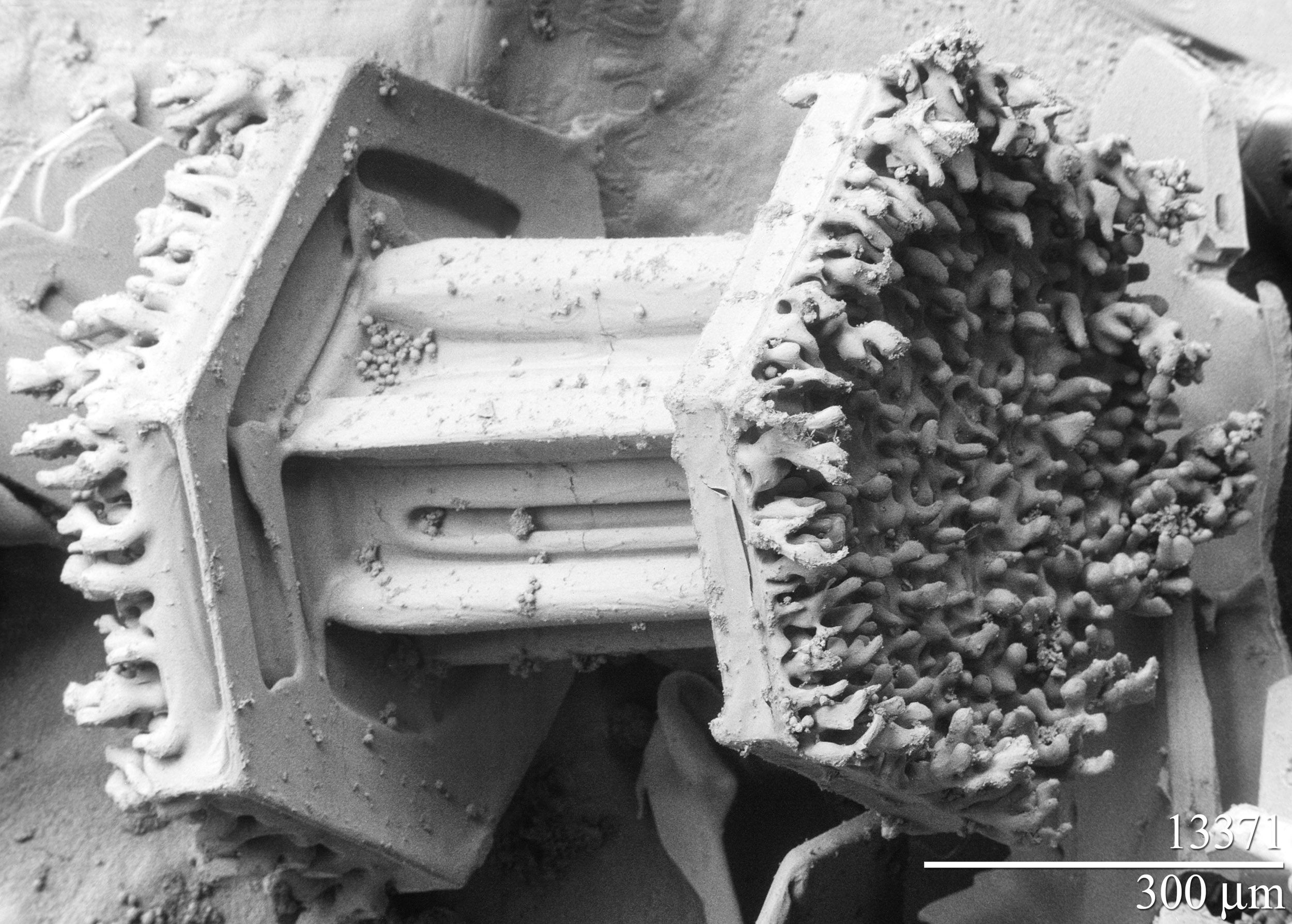
Imatge de microscopi electrònic de rastreig de gebre a tots dos extrems d'un floc de neu de columna.

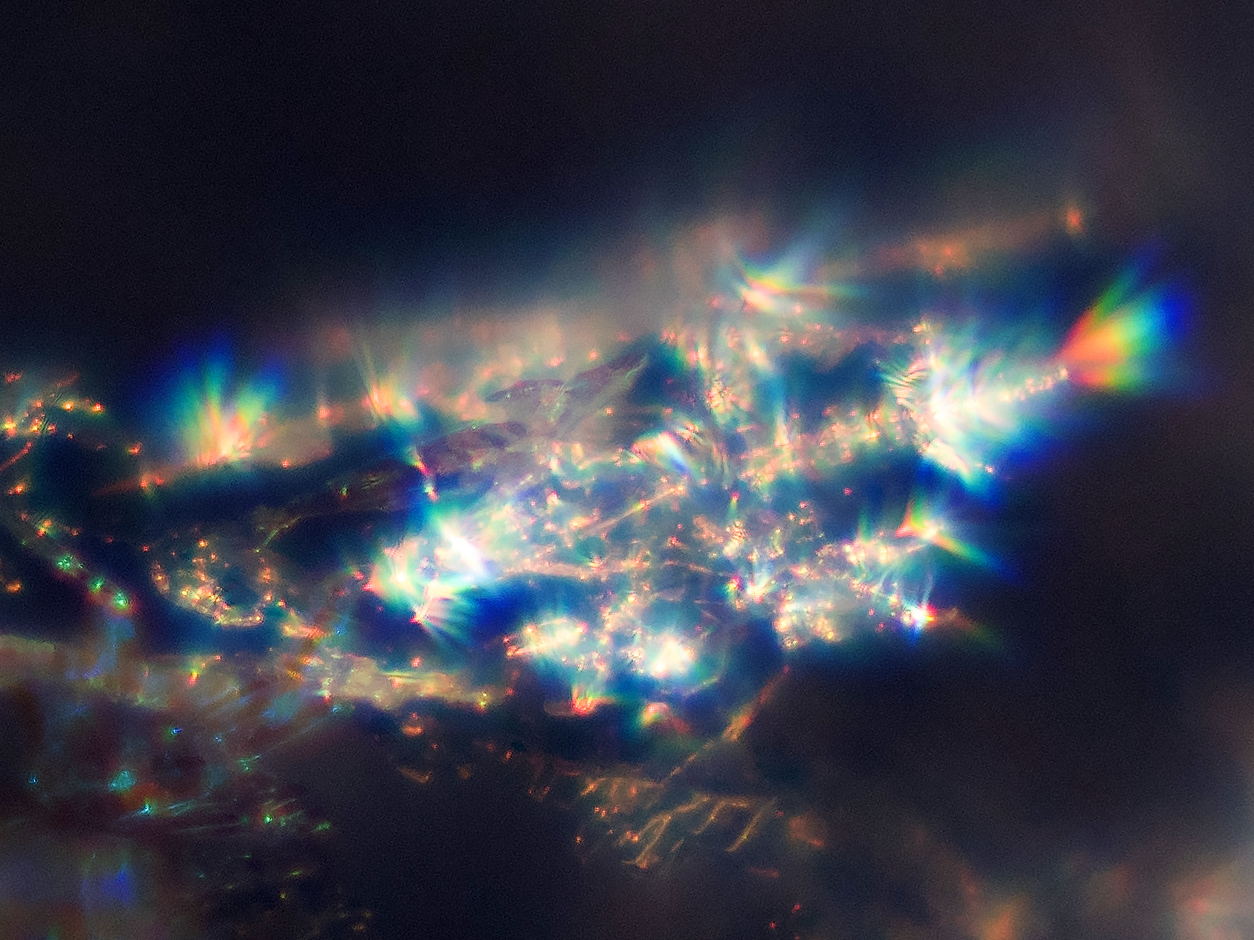
Els cristalls de neu actuen com petits prismes amb una forta llum directa del sol.

Els flocs de neu es nucleen al voltant de partícules minerals o orgàniques en masses d'aire saturades d'humitat i no congelades. Creixen per acreció neta als cristalls incipients en formacions hexagonals. Les forces cohesionades són principalment electroestàtiques.
L'agregació és el procés que té lloc quan hi ha molts cristalls de neu en el núvol que xoquen entre ells i s'uneixen. L'aigua que hi ha a la superfície dels cristalls n'incrementa les unions, i per aquest motiu el punt òptim d'aquest procés té lloc prop dels 0 °C. Com més alta és la humitat en el núvol, més grans són els agregats que es formen, els quals poden donar lloc a grans flocs de neu.

### Nucli
En núvols més càlids, una partícula d'aerosol o "nucli de gel" ha de ser present a (o en contacte amb) la gota per actuar com a nucli. Les partícules que formen nuclis de gel són molt rares en comparació amb els nuclis sobre els quals es formen gotetes de núvol líquid; tanmateix, es desconeix què les fa eficients. Les argiles, la pols del desert i les partícules biològiques poden ser efectives, encara que no se sap fins a quin punt. Els nuclis artificials inclouen partícules de iodur de plata i gel sec, i es fan servir per estimular la precipitació a la sembra de núvols. Els experiments demostren que la nucleació "homogènia" de gotes de núvol només es produeix a temperatures inferiors a -35 °C.

### Creixement
Una vegada que una goteta s'ha congelat, creix a l'ambient supersaturat, que és l'aire saturat respecte al gel quan la temperatura està per sota del punt de congelació. La gota creix llavors mitjançant la deposició de molècules d'aigua en l'aire (vapor) a la superfície de cristall de gel on es recullen. Com que les gotes d'aigua són molt més nombroses que els cristalls de gel per la seva abundància absoluta, els cristalls poden créixer fins a centenars de micròmetres o mil·límetres de mida a costa de les gotes d'aigua. Aquest procés es coneix com el procés de Wegener–Bergeron–Findeisen. La corresponent reducció del vapor d'aigua fa que les gotetes s'evaporin, cosa que significa que els cristalls de gel creixen a costa de les gotetes. Aquests grans cristalls són una font eficient de precipitació, ja que cauen a l'atmosfera a causa de la seva massa i poden xocar i enganxar-se en grups o agregats. Aquests agregats solen ser el tipus de partícula de gel que cau a terra. El llibre Guiness enumera els flocs de neu (agregats) més grans del món, com els de gener de 1887 a Fort Keogh (Montana); suposadament un mesurava 15 polzades (38 cm) d'ample. Tot i que aquest informe d'un agricultor és dubtós, s'han observat agregats de tres o quatre polzades d'amplada. S'han observat simples cristalls de la mida d'un dime (17,91 mm de diàmetre). Els flocs de neu inclosos en el gebre formen boles conegudes com a neu granulada.

### Aparença
Tot i que el gel per si mateix és transparent, la neu sol aparèixer de color blanc a causa del reflex difús de tot l'espectre de la llum amb la difusió de la llum per les petites cares de cristall dels flocs de neu de la qual forma part.
La forma del floc de neu està determinada àmpliament per la temperatura i la humitat a la qual es forma. Rarament, a una temperatura d'aproximadament −2 °C, els flocs de neu poden formar-se en tres simetries: flocs de neu triangulars. Les partícules de neu més comunes són visiblement irregulars, tot i que els flocs de neu gairebé perfectes poden ser més comuns a les imatges perquè són més atractius visualment. És poc probable que dos flocs de neu siguin iguals a causa de les estimades 1019 (10 quintilions) molècules d'aigua que formen un floc de neu típic, que creixen a diferents ritmes i en diferents patrons en funció del canvi de temperatura i humitat de l'atmosfera a través de la qual el floc de neu cau en el seu camí a terra. Els flocs de neu que semblen idèntics, però que varien a nivell molecular, han estat cultivats en condicions controlades.
Tot i que els flocs de neu mai no són completament simètrics, sovint un floc de neu no agregat creix de manera que es presenta una aproximació de la simetria radial de sis vegades. La simetria s'inicia a causa de l'estructura cristal·lina hexagonal del gel. En aquesta fase, el floc de neu té la forma d'un hexàgon diminut. Els sis "braços" del floc de neu, o dendrites, creixen llavors independentment de cadascun dels cantons de l'hexàgon, mentre que els dos costats de cada braç creixen de forma independent. El microambient en què creix el floc de neu canvia dinàmicament a mesura que aquest cau a través del núvol i petits canvis de temperatura i humitat afecten la manera com les molècules d'aigua s'uneixen al floc de neu. Com que el microambient (i els seus canvis) són gairebé idèntics al voltant del floc de neu, cada braç tendeix a créixer de la mateixa manera. Tanmateix, estar al mateix microambient no garanteix que cada braç creixi el mateix; de fet, per a algunes formes de cristall no és així perquè el mecanisme de creixement del cristall subjacent també afecta la velocitat amb què creix cada regió superficial d'un cristall. Hi ha estudis empírics que suggereixen que menys del 0,1% dels flocs de neu presenten la forma simètrica ideal de sis vegades. Molt ocasionalment s'observen flocs de neu de dotze branques; mantenen la simetria de sis vegades.

## Història

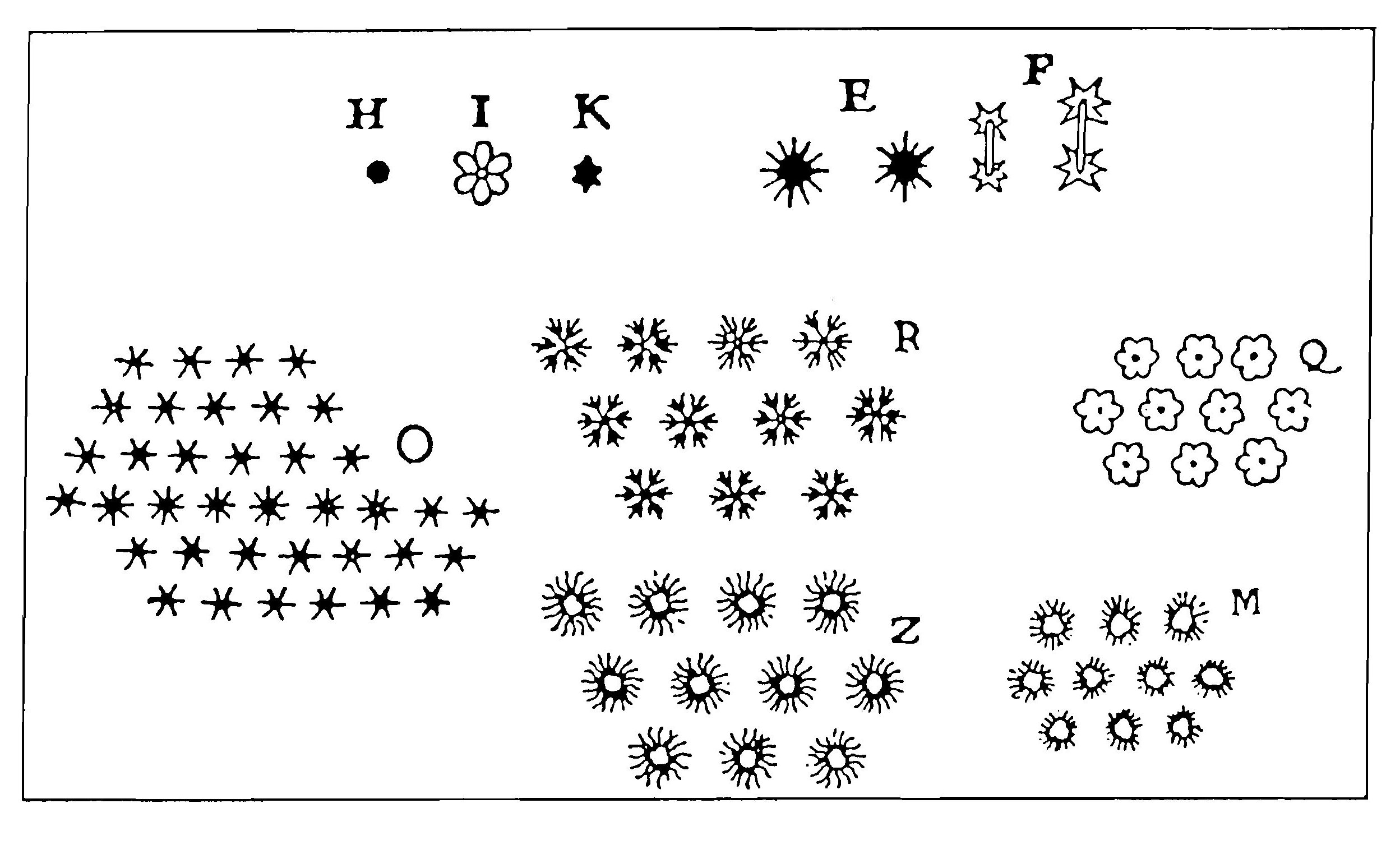
Esquema de flocs de neu de Descartes.

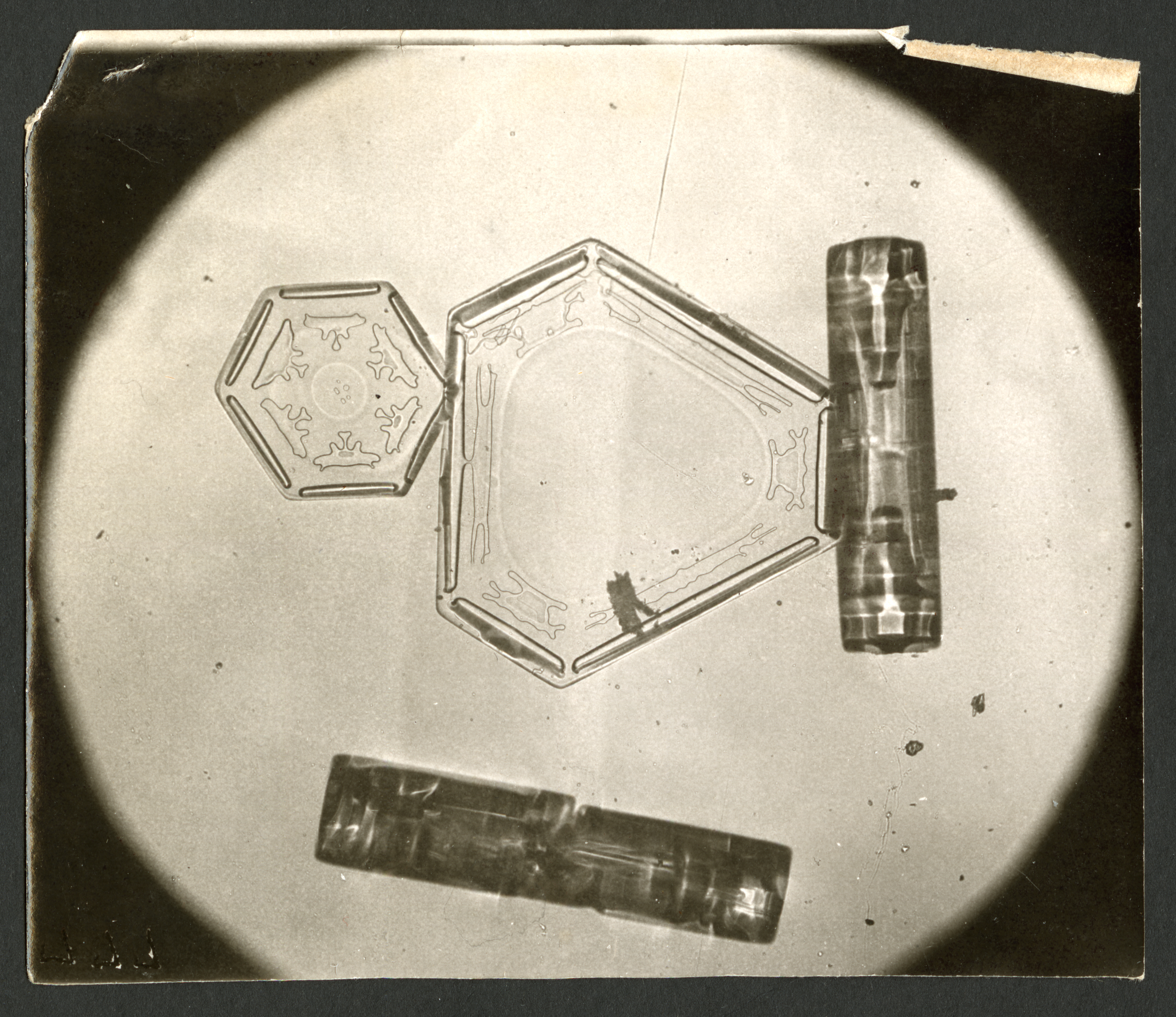
Micrografia de Wilson Bentley que mostra plaques i columnes.

El 1611, l'astrònom alemany Johannes Kepler va publicar Strena sive de Nive sexangula, el primer tractat científic de 24 pàgines que va estudiar els cristalls de gel, descrivint-ne certes formes bàsiques i observant en particular la seva simetria hexagonal. René Descartes va observar el 1635 cristalls de gel a ull nu, i en va descriure principalment formes rares, cristalls amb dotze branques, plaques hexagonals i columnes.
El 1665, Robert Hooke va publicar per primera vegada a Micrographia els dibuixos dels complexos refinaments de cristalls de neu observats sota un microscopi òptic. Wilson Bentley es va convertir en el primer fotògraf conegut de flocs de neu en fer 5.000 fotografies de cristalls, de les quals 2.000 fotomicrografies van aparèixer en el seu llibre Snows Crystals, publicat el 1931.
A partir de 3.000 fotomicrografies, el físic japonès Ukichiro Nakaya va establir a la dècada del 1930 una classificació de cristalls de gel naturals (formes primàries: agulles, columnes, "bales de canó", plaques, estrelles també anomenades "dendrites"), dividint-les en 7 diferents famílies que formaven 41 categories de flocs. El 1936, aquest mateix investigador va crear el primer floc de neu artificial fabricat al laboratori, cosa que li va permetre estudiar la formació de flocs en condicions ben controlades. Va demostrar que un creixement ultra lent produeix plaques, columnes i altres formes angulars, mentre que un creixement ultra ràpid forma flocs estrella.
Durant la dècada del 1960 la xifra de categories es va expandir a 80, i l'estudi més recent (el 2013) estableix una sorprenent xifra de 121 categories que, tot i així, divideix la classificació en tres subnivells: general, intermedi i elemental.
L'obra de Nakaya és continuada al segle XXI a l'Institut Tecnològic de Califòrnia per Kenneth G. Libbrecht, que estudia el creixement del floc de neu i proposa, en canvi, només 35 tipus de flocs.
L'any 2017 la investigadora russa Irina Gorodetskaya recollia flocs de neu i n'estudiava la forma d'un en un, ja que aquest és un aspecte important per tal de poder conèixer la intensitat d'una nevada. El radar del seu vaixell detectava si nevava, i els sensors làser i d'infra-roig d'aquest li mostraven la distribució de mides dels flocs. Comparant la informació rebuda amb els flocs prèviament recollits i observats obtenia unes relacions amb les quals podia calibrar millor el radar i que, per tant, ajudaven a millorar els càlculs de la intensitat de les nevades.

### Rècord
El floc de neu més gran va ser observat el 28 de gener de 1887 a la localitat estatunidenca de Fort Keogh (Montana), i es va dir que feia 38 cm de diàmetre i 20 cm de gruix. Aquest registre es menciona al Llibre Guinness dels Rècords, però a causa de l'època de la mesura i la naturalesa anecdòtica de la descripció, és discutible. De fet, l'observació en qüestió de flocs "més grans que un bol de llet i un d'ells de 15 polzades (38 cm) d'ample" és impossible de recolzar científic segons els experts consultats.

## Classificació

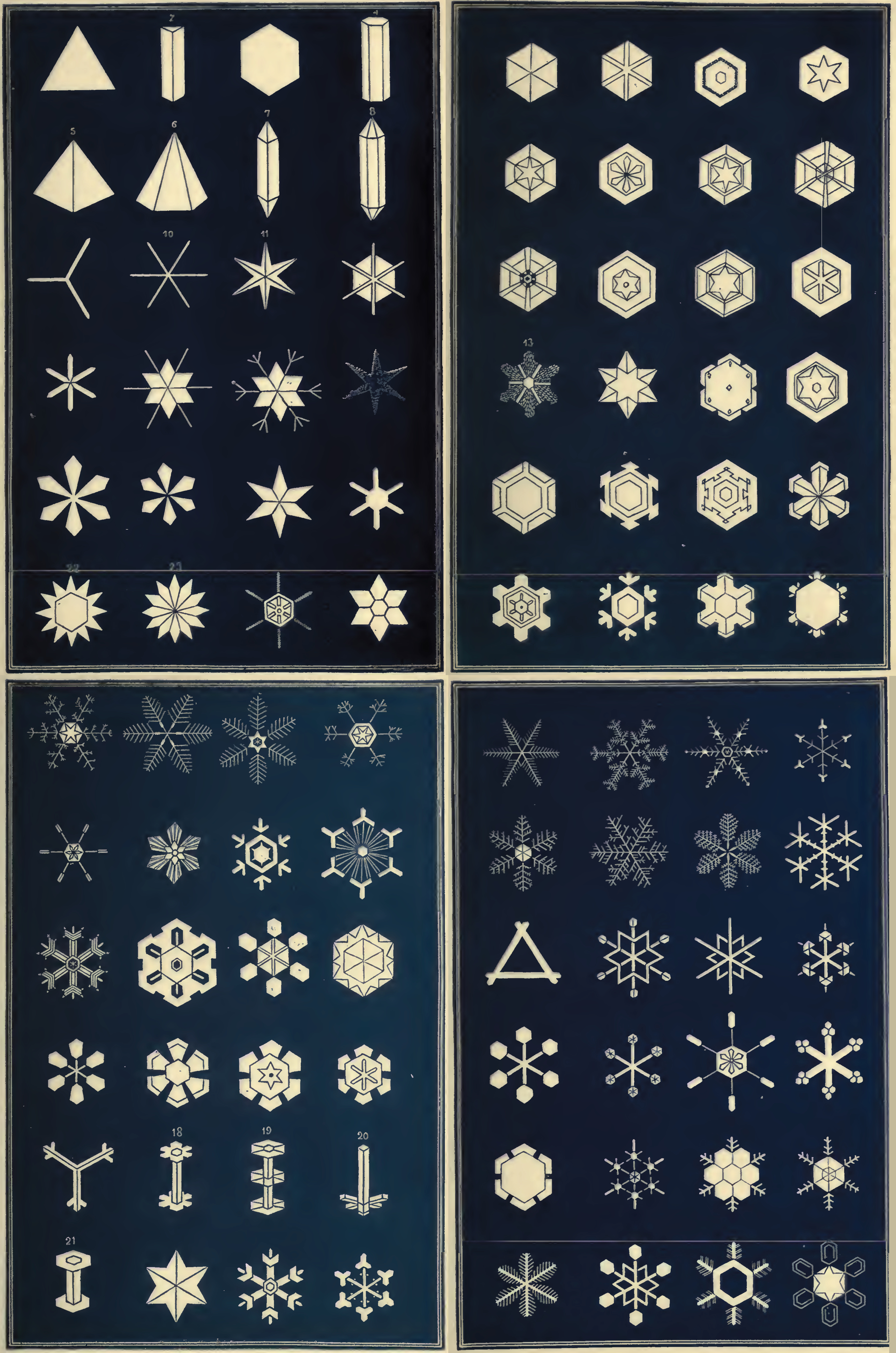
Classificació de flocs de neu feta per Israel Perkins Warren (1863).

Els flocs de neu es classifiquen en diferents tipus, cadascun associat a la història de les condicions meteorològiques de la seva formació al núvol. No obstant això, la classificació té els seus límits perquè cada floc de neu té la seva pròpia història, cosa que en dificulta la classificació. Una de les aplicacions de la classificació dels flocs de neu és la d'estudiar-ne la seva trajectòria en models microfísics de núvols.
Els flocs de neu es formen en una àmplia varietat de formes complexes, cosa que porta a la idea que "no n'hi ha dos d'iguals". Tot i que s'han fet flocs de neu gairebé idèntics al laboratori, és poc probable que es trobin a la natura. Els primers intents de trobar-ne d'idèntics fotografiant-ne milers d'ells amb un microscopi a partir de 1885 en endavant per part de Wilson Bentley van trobar la gran varietat de flocs que coneixem actualment.
Ukichiro Nakaya va elaborar un diagrama de morfologia de cristalls de gel, relacionant-ne la forma amb les condicions de temperatura i humitat en què es van formar, que es resumeix a la taula següent:
| Interval de temperatura | Interval de saturació (g/m³) | Tipus de cristalls de neu per sota de la saturació | Tipus de cristalls de neu per sobre de la saturació |
| ----------------------- | ---------------------------- | -------------------------------------------------- | --------------------------------------------------- |
| 0 °C a −35 °C           | 0,0 a 0,5                    | Plaques sòlides                                    | Plaques primes Dendrites                            |
| −35 °C a −10 °C         | 0,5 a 1,2                    | Prismes sòlids Prismes buits                       | Prismes buits Agulles                               |
| −10 °C a −22 °C         | 1,2 a 1,2                    | Plaques primes Plaques sòlides                     | Plaques sectorades Dendrites                        |
| −22 °C a −40 °C         | 0,0 a 0,4                    | Plaques primes Plaques sòlides                     | Columnes Prismes                                    |

La forma d'un floc de neu està determinada principalment per la temperatura i la humitat a la qual es forma. Les partícules de neu més comunes són visiblement irregulars. La congelació de l'aire fins a -3 °C promou cristalls prims i plans. En un aire més fred de fins a -8 °C, els cristalls es formen com agulles, columnes buides, prismes o agulles. En un aire de -22 °C, les formes tornen a ser similars a les plaques, sovint amb característiques ramificades o dendrítiques. A temperatures inferiors a -22 °C, els cristalls es fan en forma de placa o columnar, depenent del grau de saturació. Tal com va descobrir Nakaya, la forma també depèn de si la humitat predominant està per sobre o per sota de la saturació. Les formes per sota de la línia de saturació tendeixen més cap a sòlides i compactes. Els cristalls formats en un aire supersaturat tendeixen més a semblar de punta, delicats i ornamentats. Molts patrons de creixement més complexos també es formen com els plans laterals, les rosetes bala i també els prims i plans depenent de les condicions i els nuclis de gel. Si un cristall ha començat a formar-se en un règim de creixement de columnes, a uns -5 °C, i després cau en el règim més càlid de plaques, brotaran plaques o cristalls dendrítics al final de la columna, produint-se així les anomenades "columnes tapades".
El 1951, la Comissió Internacional de la Neu i el Gel (actualment Associació Internacional de les Ciències Criosfèriques, IACS) va classificar els cristalls en set categories diferents: plaquetes, estrelles, columnes, agulles, dendrites, botons de puny i partícules irregulars, complementades per neu granulada, calamarsa i grànuls de neu. Els tres últims són flocs "mullats" més densos que han passat a una capa de desgel o de gebre en altitud; els altres són anomenats flocs "secs" perquè es formen directament en cristalls de gel procedents del vapor d'aigua al núvol.
El 1966, Choji Magono i Chung Woo Lee, de la Universitat de Hokkaido, van idear una classificació de cristalls de gel acabats de formar que incloïa 80 "tipus morfològics" diferents, i van documentar-ne cadascun amb micrografies. Es mostren a les categories principals següents:
- Cristall d'agulla - Subdividit en: simple i combinació d'agulles
- Cristall columnar - Subdividit en: senzilla i combinació de columnes
- Cristall de placa - Subdividit en: cristall regular en un pla, cristall pla amb extensions, cristall amb nombre irregular de branques, cristall amb 12 branques, cristall malformat, muntatge radiant de branques planes
- Combinació de cristalls de columna i placa - Subdividida en: columna amb cristall pla als dos extrems, bala amb cristalls plans, cristall pla amb extensions espacials als seus extrems.
- Cristall columnar amb plans laterals prolongats - Subdividit en: plans laterals, plans laterals escalars, combinació de plans laterals, bales i columnes
- Cristall gebrat - Subdividit en: cristall gebrat, cristall densament gebrat, cristall granulat, grans de gel
- Cristall de neu irregular - Subdividit en: partícula de gel, partícula de gebre, peça trencada d'un cristall, variat
- Germen de cristall de neu - Subdividit en: columna diminuta, germen de forma d'esquelet, placa hexagonal diminuta, cristall estel·lar diminut, muntatge diminut de plaques, germen irregular

El 2009, la International Classification for Seasonal Snow on the Ground va descriure la classificació del cristall de neu, un cop dipositada a terra, que inclou forma i mida. El sistema també descrivia els mantells de neu, ja que els cristalls individuals es metamorfitzen i fusionen.

## Símbol

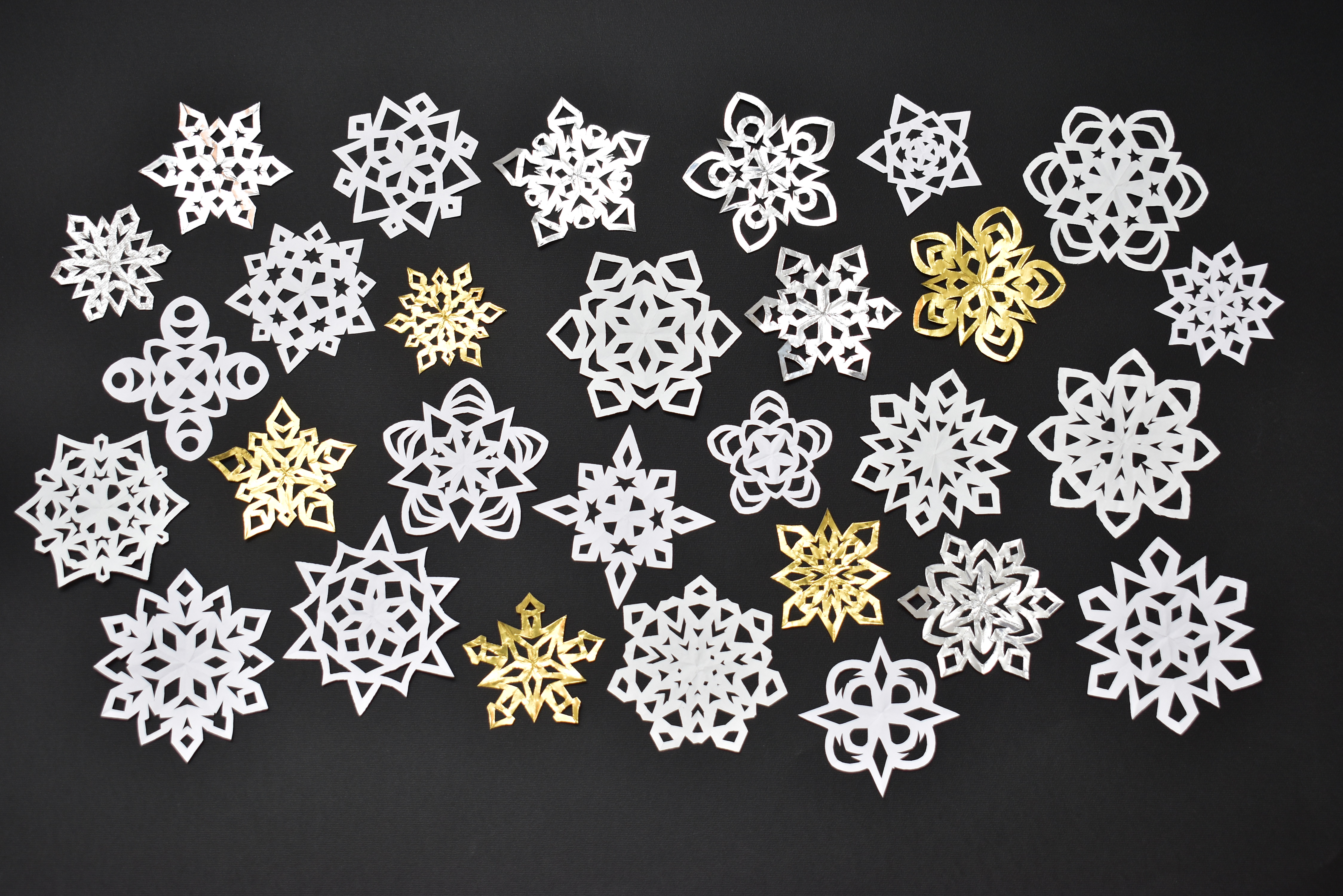
Flocs de neu de paper.

El floc de neu és sovint una imatge o motiu tradicional estacional utilitzat al voltant de la temporada nadalenca, especialment a Europa i l'Amèrica del Nord. Com a festa cristiana, el Nadal celebra el naixement de Jesús, qui, segons la creença cristiana, expia els pecats de la humanitat; així, en les tradicions nadalenques europees i nord-americanes, els flocs de neu simbolitzen la puresa. També s'associen tradicionalment al clima de "Nadal blanc" que sovint es produeix durant la temporada nadalenca. Durant aquest període, és força popular fer flocs de neu de paper plegant un full diverses vegades, retallant un patró amb tisores i desplegant-lo. El llibre d'Isaïes fa referència a l'expiació dels pecats fent que aquests apareguin "blancs com la neu" davant Déu (vegeu Isaïes 1:18).
Els flocs de neu també s'utilitzen sovint com a símbols que representen les condicions hivernals o fredes. Per exemple, els pneumàtics de neu que milloren la tracció durant les dures condicions de conducció a l'hivern estan etiquetats amb un floc de neu al símbol de la muntanya. Un floc de neu estilitzat va format parr de l'emblema dels Jocs Olímpics d'Hivern de 1968, els de 1972, els de 1988, els de 1998 i els de 2002.
Els flocs de neu també es veuen com un símbol de singularitat, ja que no hi ha dos perfectament idèntics.
En heràldica, el floc de neu és una càrrega estilitzada, sovint usada per representar l'hivern o esports d'hivern.
Tres símbols de flocs de neu (snowflake) diferents es codifiquen a Unicode: "snowflake" a U+2744 (❄); "tight trifoliate snowflake" a U+2745 (❅); i "heavy chevron snowflake" a U+2746 (❆).